# Dani García (futbolista)
Daniel García Carrillo (Zumárraga, Guipúzcoa, 24 de mayo de 1990) es un futbolista español que juega como centrocampista en el Olympiakos F. C. de la Superliga de Grecia.

## Trayectoria

### Inicios en Guipúzcoa y Segunda B
Nacido en la localidad guipuzcoana de Zumárraga, comenzó su carrera en la Sociedad Deportiva Urola. Con quince años se incorporó al primer equipo amarillo, que jugaba en categorías regionales, marcando un doblete en su debut. En 2007 llegó a la cantera de la Real Sociedad para formar parte del equipo juvenil. Tras finalizar su etapa como juvenil, se marchó al filial del Alicante CF en 2009. El 13 de marzo de 2010 debutó con el primer equipo celeste, en Segunda B, en un partido ante el Valencia Mestalla (1-1). El 24 de junio de 2011 se incorporó Getafe B de Segunda B, donde fue titular habitual toda la temporada.

### SD Eibar
En junio de 2012 regresó a la Real Sociedad, aunque el club txuriurdin le cedió inmediatamente a la SD Eibar de Segunda B.Con el club armero consiguió eliminar al Athletic Club de la Copa y, meses más tarde, el ascenso a Segunda División bajo las órdenes de Gaizka Garitano. El jugador disputó 35 partidos de Liga, seis de play-offs y cuatro de copa, por lo que la Real Sociedad decidió mantenerle en el club eibarrés una temporada más. El 18 de agosto debutó en Segunda División, en la victoria (1-2) sobre el Real Jaén. El 25 de mayo de 2014 logró el ascenso a Primera División, el primero en la historia del club. Dani fue el jugador con más minutos del equipo con 3364 minutos en 38 partidos, todos como titular. En verano de 2014 se anunció su incorporación definitiva al Eibar.
El 24 de agosto de 2014 debutó en Primera División en la victoria (1-0) ante la Real Sociedad. El 19 de septiembre anotó, ante el Elche CF, su primer gol en la categoría. Finalizó su primera campaña en la élite con 34 partidos de Liga, todos como titular, y dos de Copa. Con la llegada de Mendilibar al banquillo, en 2015, disputó 35 partidos de Liga, todos como titular. El 4 de febrero de 2017 marcó en la victoria al Valencia (0-4) un magistral tanto de volea. El 24 de abril de 2017 disputó su partido cien en Primera División, en la derrota (0-1), ante el Athletic Club. Finalizó su quinta temporada con 36 partidos de Liga, todos en el once inicial, y dos de Copa. El 15 de octubre de 2017 se convirtió en el 12.º jugador en alcanzar los doscientos partidos con el club eibarrés. El 20 de mayo disputó su último partido con el club eibarrés en un empate a dos ante el Atlético de Madrid, dejando el equipo guipuzcoano tras 224 partidos en seis temporadas. Días atrás había anunciado su intención de no renovar su contrato con el club armero, que finalizaba el 30 de junio.

### Athletic Club
El 4 de junio de 2018 fue presentado como nuevo jugador del Athletic Club, una semana después de la presentación de su compañero Ander Capa, firmando un contrato de cuatro temporadas. El 20 de agosto debutó como titular en San Mamés en una victoria por 2 a 1 ante el CD Leganés. Se hizo un fijo en las alineaciones de Berizzo, aunque se quedó en el banquillo en los dos últimos partidos que dirigió el técnico argentino.Con la llegada de su antiguo técnico Gaizka Garitano recuperó el puesto de titular en el centro del campo rojiblanco. En febrero de 2022 renovó su contrato por dos temporadas más, después de ser un fijo en el esquema de Marcelino.
El 6 de octubre de 2023 marcó de cabeza su primer gol como jugador rojiblanco en el triunfo frente a la U. D. Almería (3-0). El 6 de abril de 2024 consiguió su primera Copa del Rey después de que el Athletic Club venciera al R. C. D. Mallorca en la tanda de penaltis.El 23 de mayo anunció que no seguiría en el Athletic Club y, dos días más tarde, disputó su último encuentro como jugador rojiblanco frente al Rayo Vallecano.

### Olympiakos
El 5 de julio de 2024 se hizo oficial su fichaje por el Olympiacos que dirigía José Luis Mendilibar.

## Selección del País Vasco
Ha jugado cuatro encuentros con la selección de Euskadi, debutando en diciembre de 2014 ante Cataluña.

## Estadísticas

### Clubes
Actualizado al último partido disputado el 17 de mayo de 2025.
| Club                      | Div.          | Temporada     | Liga  | Liga  | Copas nacionales | Copas nacionales | Copas internacionales | Copas internacionales | Total | Total |
| Club                      | Div.          | Temporada     | Part. | Goles | Part.            | Goles            | Part.                 | Goles                 | Part. | Goles |
| ------------------------- | ------------- | ------------- | ----- | ----- | ---------------- | ---------------- | --------------------- | --------------------- | ----- | ----- |
| Alicante C. F. · España   | 2.ª B         | 2009-10       | 9     | 0     | 0                | 0                | ―                     | ―                     | 9     | 0     |
| Alicante C. F. · España   | 2.ª B         | 2010-11       | 20    | 0     | 0                | 0                | ―                     | ―                     | 20    | 0     |
| Alicante C. F. · España   | Total club    | Total club    | 29    | 0     | 0                | 0                | 0                     | 0                     | 29    | 0     |
| Getafe C. F. "B" · España | 2.ª B         | 2011-12       | 36    | 0     | ―                | ―                | ―                     | ―                     | 36    | 0     |
| Getafe C. F. "B" · España | Total club    | Total club    | 36    | 0     | 0                | 0                | 0                     | 0                     | 36    | 0     |
| S. D. Eibar · España      | 2.ª B         | 2012-13       | 41    | 1     | 4                | 0                | ―                     | ―                     | 45    | 1     |
| S. D. Eibar · España      | 2.ª           | 2013-14       | 38    | 0     | 0                | 0                | ―                     | ―                     | 38    | 0     |
| S. D. Eibar · España      | 1.ª           | 2014-15       | 34    | 1     | 2                | 0                | —                     | —                     | 36    | 1     |
| S. D. Eibar · España      | 1.ª           | 2015-16       | 35    | 0     | 0                | 0                | —                     | —                     | 35    | 0     |
| S. D. Eibar · España      | 1.ª           | 2016-17       | 36    | 1     | 2                | 0                | —                     | —                     | 38    | 1     |
| S. D. Eibar · España      | 1.ª           | 2017-18       | 32    | 0     | 0                | 0                | ―                     | ―                     | 32    | 0     |
| S. D. Eibar · España      | Total club    | Total club    | 216   | 3     | 8                | 0                | 0                     | 0                     | 224   | 3     |
| Athletic Club · España    | 1.ª           | 2018-19       | 29    | 0     | 3                | 0                | ―                     | ―                     | 32    | 0     |
| Athletic Club · España    | 1.ª           | 2019-20       | 36    | 0     | 5                | 0                | ―                     | ―                     | 41    | 0     |
| Athletic Club · España    | 1.ª           | 2020-21       | 27    | 0     | 8                | 0                | ―                     | ―                     | 35    | 0     |
| Athletic Club · España    | 1.ª           | 2021-22       | 32    | 0     | 7                | 0                | ―                     | ―                     | 39    | 0     |
| Athletic Club · España    | 1.ª           | 2022-23       | 25    | 0     | 4                | 0                | ―                     | ―                     | 29    | 0     |
| Athletic Club · España    | 1.ª           | 2023-24       | 17    | 1     | 2                | 0                | ―                     | ―                     | 19    | 1     |
| Athletic Club · España    | Total club    | Total club    | 166   | 1     | 29               | 0                | 0                     | 0                     | 195   | 1     |
| Olympiacos F. C. · Grecia | 1.ª           | 2024-25       | 27    | 0     | 4                | 0                | 6                     | 0                     | 37    | 0     |
| Olympiacos F. C. · Grecia | 1.ª           | 2025-26       | 0     | 0     | 0                | 0                | 0                     | 0                     | 0     | 0     |
| Olympiacos F. C. · Grecia | Total club    | Total club    | 27    | 0     | 4                | 0                | 6                     | 0                     | 37    | 0     |
| Total carrera             | Total carrera | Total carrera | 474   | 4     | 41               | 0                | 6                     | 0                     | 521   | 4     |

## Palmarés

### Títulos nacionales
| Título              | Club             | País   | Año  |
| ------------------- | ---------------- | ------ | ---- |
| Supercopa de España | Athletic Club    | España | 2021 |
| Copa del Rey        | Athletic Club    | España | 2024 |
| Superliga de Grecia | Olympiacos F. C. | Grecia | 2025 |
| Copa de Grecia      | Olympiacos F. C. | Grecia | 2025 |